# Erzbistum Oklahoma City
Das Erzbistum Oklahoma City (lat.: Archidioecesis Oklahomapolitana) ist eine Diözese der römisch-katholischen Kirche mit Sitz in Oklahoma City im US-Bundesstaat Oklahoma.
Es fand seine Anfänge in der 179,391 km² großen Apostolischen Präfektur Indian Territory, die am 14. Mai 1876 errichtet und am 29. Mai 1891 zu einem Apostolischen Vikariat erhoben wurde. Am 23. August 1905 zum Bistum Oklahoma erhoben und dem Erzbistum San Antonio unterstellt, änderte das Bistum am 14. November 1930 seinen Namen auf Oklahoma City–Tulsa. Am 13. Dezember 1972 wurde Tulsa mit 68,394 km² als eigenständiges Bistum abgetrennt und Oklahoma City zum Erzbistum und Metropolitansitz. 

## Apostolische Präfekten und (ab 1891) Apostolische Vikare der Indianerterritorien
- Isidore Robot OSB (1876–1887)
- Ignatius Jean OSB (1887–1890)
- Theophile Meerschaert (1891–1905)

## Bischöfe von Oklahoma (ab 1930: Oklahoma-Tulsa)
- Theophile Meerschaert (1905–1924)
- Francis Clement Kelley (1924–1948)
- Eugene Joseph McGuinness (1948–1957)
- Victor Joseph Reed (1958–1971)
- John Raphael Quinn (1971–1972)

## Erzbischöfe von Oklahoma City
- John Raphael Quinn (1972–1977)
- Charles Salatka (1977–1992)
- Eusebius Joseph Beltran (1992–2010)
- Paul Stagg Coakley (seit 2010)